# Oberbierbaum (Gemeinde Pöggstall)
Oberbierbaum ist eine Ortschaft und eine Katastralgemeinde der Marktgemeinde Pöggstall im Bezirk Melk in Niederösterreich. Die Ortschaft hat 21 Einwohner (1. Jänner 2024).

## Geografie
Der südlich von Pöggstall zwischen Bruck am Ostrong und Schwarzau gelegene Weiler besteht aus einigen landwirtschaftlichen Anwesen.

## Geschichte
Im Jahr 1822 wurde der Ort als Dorf mit acht Häusern genannt, das nach Neukirchen eingepfarrt war, wohin auch die Kinder eingeschult wurden. Die Herrschaft Fritzelsdorf besaß die Ortsobrigkeit und besorgte die Konskription. Die Landgerichtsbarkeit wurde von der Herrschaft Pöggstall ausgeübt.
Laut Adressbuch von Österreich waren im Jahr 1938 in Oberbierbaum zwei Landwirte mit Direktvertrieb ansässig.

## Persönlichkeiten
- Fritz Maierhofer (* 1941), Künstler und Schmuckdesigner, wohnt und arbeitet hier